# NGC 7677
NGC 7677 est une galaxie spirale intermédiaire (galaxie spirale barrée ?,) située dans la constellation de Pégase à une distance d'environ 47,2 ± 3,3 Mpc (∼154 millions d'al). NGC 7677 a été découverte par l'astronome américain Albert Marth en 1864.
NGC 7677 fait partie du groupe de NGC 7678 et elle forme une paire avec NGC 7673.

## Caractéristiques

### Distance
Sa vitesse par rapport au fond diffus cosmologique est de 3 202 ± 25 km/s, ce qui correspond à une distance de Hubble de 47,2 ± 3,3 Mpc (∼154 millions d'al).
À ce jour, 19 mesures non basées sur le décalage vers le rouge (redshift) donnent une distance de 49,637 ± 7,878 Mpc (∼162 millions d'al), ce qui est à l'intérieur des valeurs de la distance de Hubble. 

### Galaxie à sursaut de formation d'étoiles
NGC 7667 est une galaxie à sursaut de formation d'étoiles. C'est aussi une galaxie dont noyau brille dans le domaine de l'ultraviolet. Elle figure dans le catalogue de Markarian sous la désignation MK 326.

## Groupe de NGC 7678
Selon A.M. Garcia, NGC 7677 fait partie du groupe de NGC 7678. Ce groupe renferme quatre membres. Les deux autres galaxies du groupe sont NGC 7664 et NGC 7678. Dans un article publié en 1998, Abraham Mahtessian mentionne aussi ce groupe, mais la galaxie NGC 7664 n'en fait pas partie.

## Paire de galaxies
NGC 7673 forme une paire de galaxies avec NGC 7677,.